# USS Memphis (SSN-691)
USS Memphis (SSN-691) – amerykański wielozadaniowy okręt podwodny z napędem atomowym typu Los Angeles, należący do pierwszej grupy okrętów 688 – bez pionowych wyrzutni pocisków manewrujących typu VLS. Jako okręt najstarszej generacji jednostek 688 dysponował możliwością wystrzeliwania torped mk.48 i pocisków manewrujących UGM-109 Tomahawk, a także stawiania min wyłącznie poprzez wykorzystanie czterech zainstalowanych dziobowych wyrzutni torpedowych. Jednostka o długości 110 metrów i wyporności w zanurzeniu wynoszącej 6927 długich ton, dzięki napędowi atomowemu zapewnianemu przez siłownię o mocy 30000 KM z reaktorem wodnociśnieniowym S6G, zdolna była do pływania podwodnego z prędkością 33 węzłów.
USS „Memphis” jest powiązany z jedną z hipotez dotyczących zatonięcia rosyjskiego okrętu podwodnego K-141 Kursk.
Wycofanie okrętu ze służby odbyło się 1 kwietnia 2011 roku w Naval Submarine Base w New London, po ponadtrzydziestotrzyletniej służbie w US Navy.